# براد براينت
براد براينت (بالإنجليزية: Brad Bryant)‏ هو لاعب غولف أمريكي، ولد في 11 ديسمبر 1954 في أماريلو في الولايات المتحدة.

## وصلات خارجية
- براد براينت على موقع رابطة لاعبي الغولف المحترفين (الإنجليزية)
- براد براينت على موقع التصنيف العالمي الرسمي للغولف (الإنجليزية)